# Adrian Chomiuk
Adrian Chomiuk (ur. 23 czerwca 1988 w Białej Podlaskiej) – polski piłkarz występujący na pozycji obrońcy.

## Kariera klubowa
Chomiuk zaczynał swoją karierę w 2001 roku w uczniowskim klubie sportowym TOP 54 Biała Podlaska, gdzie trenował do 2003 roku. W 2005 roku został zawodnikiem Gwarka Zabrze. W 2006 roku Chomiuk brał udział w Mistrzostwach Polski juniorów starszych, a Gwarek zdobył złoty medal. W 2007 roku przeszedł do Polonii Bytom. 6 października 2007 roku zaliczył debiut w Ekstraklasie w wygranym 3:0 meczu 10. kolejki z GKS-em Bełchatów, wchodząc na plac gry 82. minucie za Jakuba Dziółkę. Przed sezonem 2008/2009 został wypożyczony do II-ligowego Kolejarza Stróże, następnie do również II-ligowej Polonii Słubice oraz 24 sierpnia 2009 na pół roku do III-ligowego MKS-u Mielnik. Wiosną sezonu 2009/2010 Chomiuk powrócił do bytomskiej Polonii. 2 lipca 2010 roku podpisał z bytomskim klubem kontrakt obowiązujący do 30 czerwca 2013 roku. 14 grudnia 2011 rozwiązano, na prośbę zawodnika, za porozumieniem stron jego kontrakt z Polonią. 18 lutego 2012 podpisał półtoraroczny kontrakt z II-ligową Bytovią Bytów. 12 lipca 2012 roku został piłkarzem beniaminka I ligi GKS-u Tychy, podpisując z tym klubem roczny kontrakt z opcją przedłużenia o kolejny rok. 4 lipca 2013 skorzystano z opcji przedłużenia umowy o kolejne dwanaście miesięcy. 28 czerwca 2014 roku okazało się, że Chomiuk nie przedłuży wygasającej umowy z tyskim klubem. Dwa dni później podpisał roczny kontrakt z Termalicą. 7 lipca zerwał ścięgno Achillesa, a dzień później przeszedł jego operację. Pierwszy raz po kontuzji (był to zarazem jego debiut w barwach niecieczańskiego klubu) wystąpił 11 kwietnia 2015 roku w przegranym 1:2 meczu 25. kolejki I ligi z Widzewem Łódź. 30 maja wraz z Termaliką zapewnił sobie awans do Ekstraklasy.